# Rue des Gras
Pour les articles homonymes, voir Gras.
La rue des Gras est une voie importante du centre-ville et historique de Clermont-Ferrand.

## Situation et accès
Elle est depuis l'époque romaine un axe majeur de la ville et est actuellement une importante rue commerçante qui relie le noyau urbain de Clermont et le quartier de Jaude.

## Origine du nom

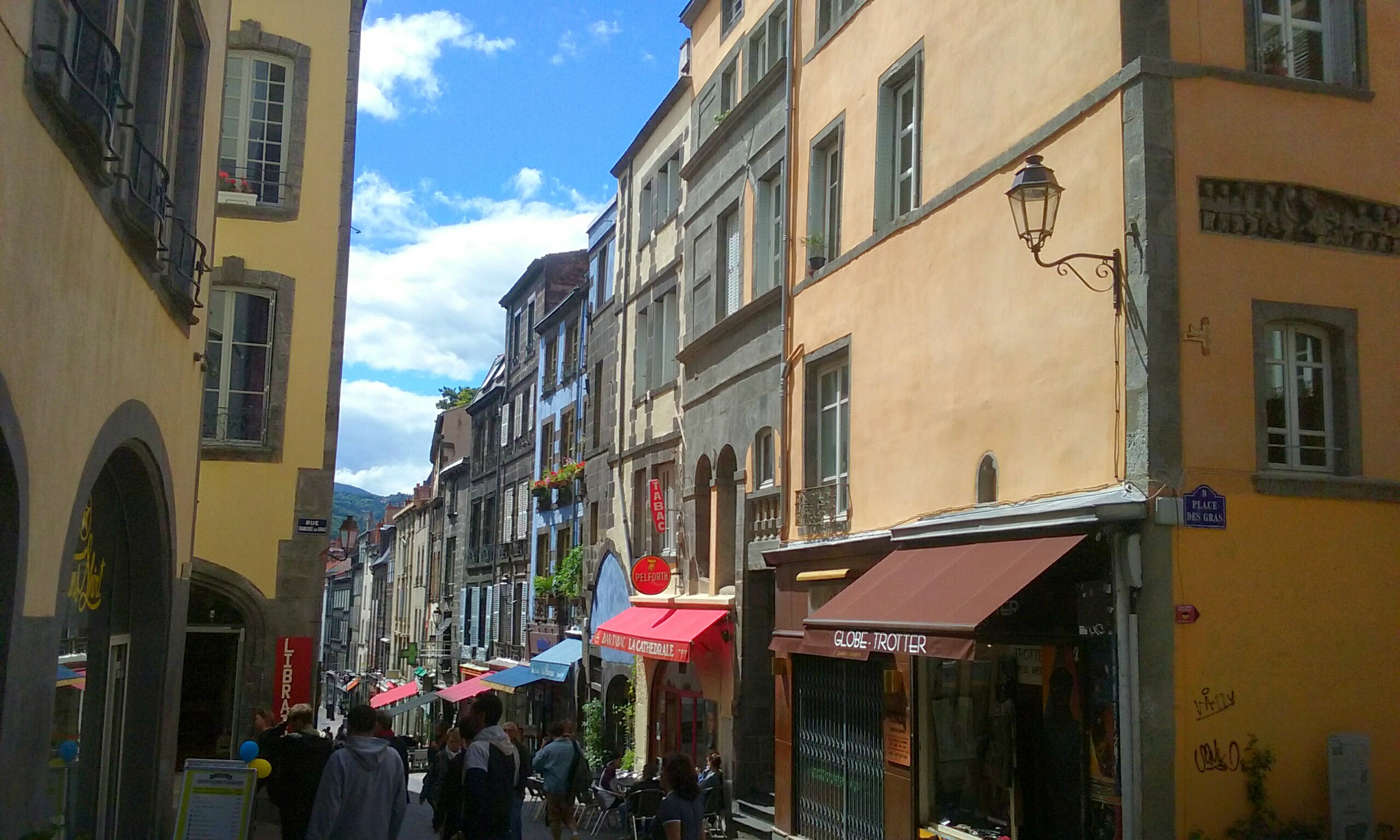
Entrée de la rue des Gras depuis la cathédrale.

Le nom de cette voie - La chareira de los Gras - vient de l'occitan gras qui signifie « marches » et désigne ainsi la montée progressive de la rue et les escaliers de sa partie supérieure et qui aboutit au parvis de la cathédrale Notre-Dame de l'Assomption.
Son nom rappelle donc les degrés de l'escalier qui montait jadis à la cathédrale. Par extension, ce nom fut donné au faubourg environnant du Clermont médiéval.

## Historique

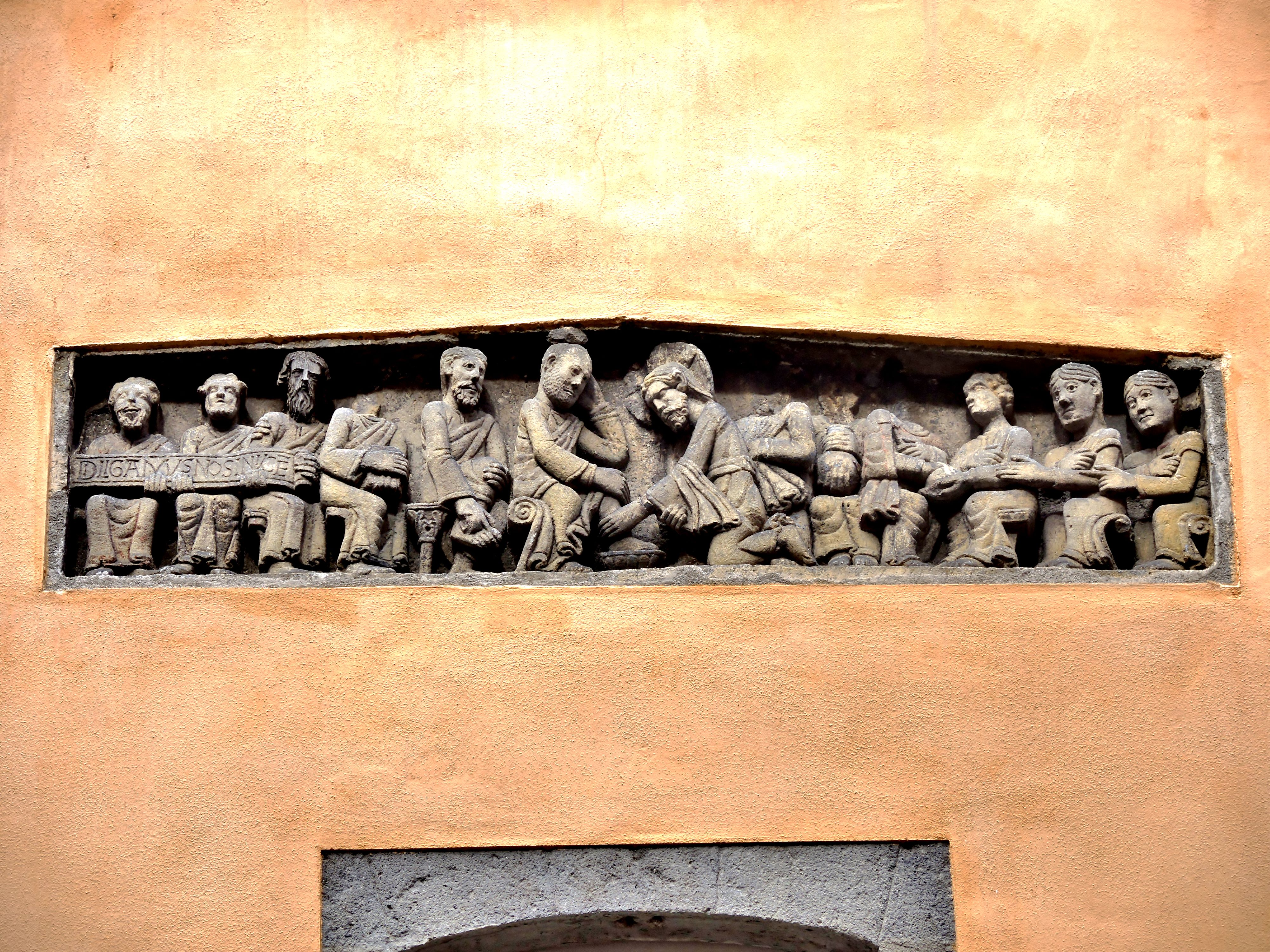
Linteau sculpté du XIIe siècle de l'église Saint-Pierre de Clermont, aujourd’hui démolie, enchâssé dans une façade de la place des Gras faisant face à la cathédrale. Scène du Lavement des pieds.

La rue des Gras reprend le tracé du decumanus maximus de la cité d'Augustonemetum et permettait de rejoindre le forum de la ville situé à l'emplacement de l'actuelle place de la Victoire. L'actuelle rue était également flanquée d'un aqueduc qui irriguait en eau la ville avant sa destruction partielle par la construction de la première cathédrale par l'évêque Namatius.
La ville de Clermont est à l'époque médiévale divisée en plusieurs paroisses qui pour deux d'entre elles sont à la fois séparées et reliées par la rue des Gras. Cette dernière de larges dimensions permettait la mise en place de marchés et faisait office de limite entre les paroisses de Saint-Pierre et de Saint-Genès.
Les murailles de la ville de Clermont passaient au niveau de l'extrémité occidentale de la rue et une porte nommée Porte des Gras, porte épiscopale ou encore Barreira dels Gras en ancien occitan en ouvrait l'accès. La rue donnait son nom à un faubourg présent en dehors des murailles et en contrebas de la rue. Différents tremblements de terre ayant eu lieu à la fin du XVe siècle, de nombreux bâtiments et éléments de fortifications de la rue des Gras s'effondrèrent et nécessitèrent une reconstruction.
L'intronisation des nouveaux évêques de Clermont se faisait selon une liturgie d'ostentation du prélat. L'évêque nouvellement nommé devait aux XVIe et XVIIe siècles séjourner à Billom puis rentrer à Clermont en passant par la porte des Gras, traverser la rue des Gras devant le peuple pour finalement arriver dans la cathédrale par le portail occidental.
Au début du XIXe siècle une salle de prière juive était située au 38 rue des Gras avant son déplacement qui aboutira au retour du sanctuaire dans l'ancien quartier juif de Fontgiève par la construction de la synagogue Beit Yacov.

## Bâtiments remarquables et lieux de mémoire
- Cathédrale Notre-Dame de l'Assomption
- Hôtel Fontfreyde (musée de la photographie)
- Maison natale de Blaise Pascal (détruite)

Plusieurs autres immeubles de la rue sont inscrits au titre des monuments historiques, notamment no 22, no 26.